# Hilmi Ok
Hilmi Ok (* 18. Januar 1932 in Istanbul; † 14. Februar 2020 ebenda) war ein türkischer Fußballschiedsrichter.

## Leben
Hilmi Ok wurde am 1. Dezember 1932 in Istanbul geboren. Zwischen 1948 und 1960 spielte er Fußball für Defterdar, Kasimpasa SK, Galatasaray und Beylerbeyi SK. Im Jahr 1977 wurde Ok FIFA-Schiedsrichter und leitete das WM-Qualifikationsspiel 1978 zwischen der Schweiz und Schweden am 10. Oktober 1976. Darüber hinaus pfiff er das Viertelfinalspiel bei der Europameisterschaft zwischen der Tschechoslowakei und der Sowjetunion sowie das Gruppenspiel zwischen der Tschechoslowakei und den Niederlanden bei der Fußball-Europameisterschaft 1980. 1977 leitete er das Endspiel der TFF Süper Kupa zwischen Trabzonspor und Besiktas Istanbul sowie das im Jahr 1980 zwischen Trabzonspor und Altay SK.
Am 19. März 1977, während der 1. Runde des Europapokals der Landesmeister im Spiel zwischen Ferencvaros und Malmö FF, zeigte Hilmi Ok seine erste dokumentierte Rote Karte. Diese Entscheidung fiel in der 63. Spielminute und traf Tommy Larsson von Malmö FF. Laut Transfermarkt.de zeigte er in seiner Schiedsrichterkarriere mindestens vier Mal die glatt Rote Karte, 34 Gelbe und pfiff drei Elfmeter.
Später wurde er Schiedsrichterlehrer und Vorsitzender des Zentralen Schiedsrichterausschusses.
Hilmi Ok verstarb am 14. Februar 2020 in Istanbul und wurde auf dem Friedhof Küplüce beigesetzt. Er erreichte das Alter von 88 Jahren.

## Leistungsdaten gegen deutschsprachige Mannschaften
| Wettbewerb                            | Runde                 | Team A               | Ergebnis | Team B            | Rot | Gelb/Rot | Gelb | Elfmeter |
| ------------------------------------- | --------------------- | -------------------- | -------- | ----------------- | --- | -------- | ---- | -------- |
| UEFA-Pokal 1979/80                    | Achtelfinale          | Roter Stern Belgrad  | 3:2      | FC Bayern München | 0   | 0        | 0    | 0        |
| Europapokal der Landesmeister 1975/76 | Viertelfinale         | FC Bayern München    | 5:1      | Benfica Lissabon  | 0   | 0        | 0    | 0        |
| Europapokal der Landesmeister 1978/79 | 1. Runde              | Partizan Belgrad     | 2:0      | Dynamo Dresden    | 0   | 0        | 0    | 0        |
| Europapokal der Landesmeister 1976/77 | Achtelfinale          | Dynamo Dresden       | 4:0      | Ferencvaros       | 0   | 0        | 0    | 0        |
| UEFA-Pokal 1979/80                    | Runde 2               | 1. FC Kaiserslautern | 2:0      | Sporting Lissabon | 0   | 0        | 0    | 1        |
| Europapokal der Landesmeister 1978/79 | Achtelfinale          | Ferencvaros          | 2:1      | 1. FC Magdeburg   | 0   | 0        | 0    | 0        |
| UEFA-Pokal 1975/76                    | Runde 1               | FC Linz              | 2:0      | Vasas SC          | 0   | 0        | 0    | 0        |
| EM-Qualifikation 1980                 | EM-Qualifikation 1980 | Österreich           | 0:0      | Belgien           | 0   | 0        | 0    | 0        |
| WM-Qualifikation 1978                 | WM-Qualifikation 1978 | Schweiz              | 1:2      | Schweden          | 2   | 0        | 0    | 1        |